# Slieve Binnian
Slieve Binnian är ett berg i Storbritannien.   Det ligger i riksdelen Nordirland, i den västra delen av landet, 500 km nordväst om huvudstaden London. Toppen på Slieve Binnian är 747 meter över havet, eller 362 meter över den omgivande terrängen. Bredden vid basen är 3,1 km. Slieve Binnian ingår i Mournebergen.
Terrängen runt Slieve Binnian är kuperad åt nordväst, men åt sydost är den platt. Närmaste större samhälle är Kilkeel, 9,0 km söder om Slieve Binnian. Trakten runt Slieve Binnian består i huvudsak av gräsmarker.